# Platja de la Llosa
La platja de la Llosa és una de les més populars de les platges de ponent de Cambrils (comarca del Baix Camp). De sorra daurada i aigües tranquil·les comprèn la zona delimitada per la platja de l'Horta de Santa Maria a l'est i el barranc de Botarell que marca l'inici de la platja de l'Ardiaca a l'oest.
Té unes característiques de 1000 m. de longitud, 55 m. d'amplada mitjana i un grau d'ocupació mig. Està formada per tres cales protegides per espigons situats davant de la costa. La sorra varia de granulometria de fina a mitjana i en alguns indrets també gruixuda.
El passeig marítim és d'ús exclusiu per vianants i bicicletes, així doncs és impossible accedir-hi directament amb vehicle motoritzat. Per arribar a la platja de la Llosa amb transport privat cal utilitzar els accessos de la N-340 de Cambrils oest en direcció mar, quedant la zona d'aparcament a uns 200 metres de la platja.
La platja de la Llosa compta amb diversos serveis com el de pàrquing, papereres, dutxes, lavabos (també adaptats), zones de bars, lloguers de tendals, hamaques i patins i altres espais lúdics. És molt freqüent la pràctica de la pesca amb canya.
La platja està guardonada amb la Bandera Blava, que reconeix internacionalment la qualitat de l'aigua i serveis. L'Agència Catalana de l'Aigua efectua un control setmanal de la qualitat de l'aigua, durant la temporada de bany, amb el resultat d'excel·lent.